# Ann Coulter
Ann Hart Coulter (ur. 8 grudnia 1961 w Nowym Jorku) – amerykańska pisarka konserwatywna, felietonistka i komentatorka polityczna.
Uznawana jest za bardzo kontrowersyjną, a przez „The Observer” nazwana została „republikańskim Michaelem Moore’em” oraz „Rushem Limbaugh w minispódniczce”.
W 2004 roku wystąpiła w filmie FahrenHYPE 9/11 jako ona sama.